# Anomophysis confusa
Anomophysis confusa är en skalbaggsart som beskrevs av Reé Michel Quentin och Jean François Villiers 1981. Anomophysis confusa ingår i släktet Anomophysis, och familjen långhorningar.
Artens utbredningsområde är Sri Lanka. Inga underarter finns listade i Catalogue of Life.